# Tetanops vittifrons
Tetanops vittifrons är en tvåvingeart som beskrevs av Wulp 1899. Tetanops vittifrons ingår i släktet Tetanops och familjen fläckflugor. Inga underarter finns listade i Catalogue of Life.